# Landesgartenschau Kirchheim

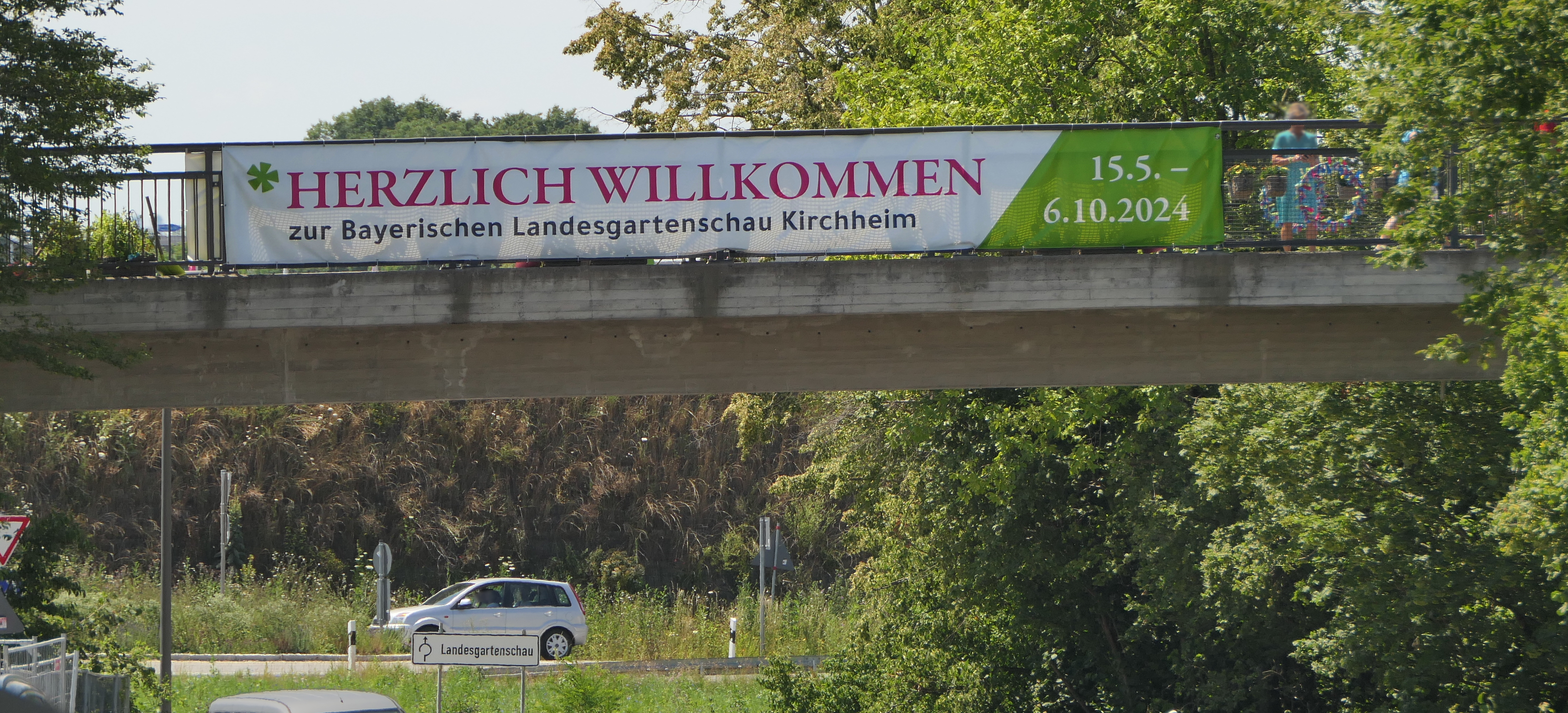
Willkommensschild zur Landesgartenschau 2024

Die Landesgartenschau Kirchheim war die 35. Landesgartenschau im Freistaat Bayern und die erste Bayerische Landesgartenschau im Landkreis München. Sie fand in der Gemeinde Kirchheim bei München vom 15. Mai bis zum 6. Oktober 2024 statt.
Im August 2018 erhielt die Gemeinde Kirchheim bei München nach einer erfolgreichen Bürgerbewerbung den Zuschlag für die Landesgartenschau 2024.
Das Motto lautete Zusammen.Wachsen. Veranstaltungsort war ein neuer mehr als 10 ha großer Ortspark zwischen den bislang räumlich getrennten Gemeindeteilen Kirchheim und Heimstetten.

## Entwicklung
Landesgartenschauen werden jährlich in Bayern durchgeführt. Der Veranstaltungszeitraum erstreckt sich etwa auf ein halbes Jahr. Der Umfang der Maßnahmen ist der Größe der veranstaltenden Stadt bzw. Gemeinde und ihren jeweiligen finanziellen Möglichkeiten angepasst. Landesgartenschauen sind grüne Stadtentwicklungsprojekte, gefördert vom Freistaat Bayern und der EU. Gartenschauen helfen Städten und Gemeinden dabei, neue Grünflächen zu schaffen oder vorhandene Flächen ökologisch aufzuwerten.
Die Landesgartenschau 2024 sollte ursprünglich in Erlangen stattfinden, wurde dort aber per Bürgerentscheid abgelehnt. Sie wurde deshalb neu ausgeschrieben. Die offizielle Bewerbung der Gemeinde Kirchheim als Ausrichterin einer Bayerischen Landesgartenschau erfolgte im Juni 2018. Im Rahmen einer Bürgerbeteiligung waren 2017 bis 2018 zahlreiche Wünsche und Ideen zusammengetragen worden, die mit in die Bewerbung einflossen. Im August 2018 erhielt die Gemeinde Kirchheim bei München nach einer erfolgreichen Bürgerbewerbung den Zuschlag für die Landesgartenschau 2024.
Im März 2019 wurde ein europaweiter Wettbewerb zur Gestaltung des Dauerparks ausgeschrieben. Das Landschaftsarchitekturbüro SINAI aus Berlin entwickelte für den Ortspark, der zur Landesgartenschau 2024 eröffnet wird, die Idee der fünf Sphären. Damit überzeugte SINAI im Juli 2019 die Jury und entschied den Wettbewerb mit insgesamt 22 Teilnehmern für sich.
Die Gründung der gemeinnützigen Kirchheim 2024 GmbH erfolgte im Jahr 2019. Ihre Aufgabe ist es, den neuen Ortspark zu bauen und die Veranstaltung Landesgartenschau Kirchheim vom 15. Mai bis 6. Oktober 2024 durchzuführen. Gesellschafter der Kirchheim 2024 GmbH sind die Gemeinde Kirchheim mit 60 % und die Bayerische Landesgartenschau GmbH mit 40 %. Die konstituierende Sitzung des Aufsichtsrates fand im November 2019 statt.
Offizieller Spatenstich für den Bau des neuen Ortsparks war am 23. September 2021. Im Beisein von Staatskanzleichef und Staatsminister Florian Herrmann haben die Bauarbeiten für das 14 Fußballfelder große Gelände damit offiziell begonnen.

## Durchführung
Die Eröffnung der Gartenschau erfolgte bei strahlendem Sonnenschein durch Bayerns Ministerpräsident Markus Söder gemeinsam mit Umweltminister Thorsten Glauber am  15. Mai 2024.